# 皇族就学令
皇族就学令（こうぞくしゅうがくれい）とは、1926年（大正15年）10月21日に公布された日本の皇室令である。日本国憲法施行の前日の1947年（昭和22年）5月2日限りで廃止された。

## 概要
皇族男女は、満六歳より満二十歳までの学齢において、学習院または女子学習院での教育を受けることとされている。これより、皇族の子弟は、学習院初等科より高等科または女子学習院までの教育が保障されることとなる。（皇族就学令第一条、第二条）
ただし、『学習院』以外の学校に通うことについては、『特別ノ事由』および『勅許』が必要となる（皇族就学令第六条）。

## 改正および廃止
1945年（昭和20年）に皇室令第51号による改正が行われる。
『皇室令及附属法令廃止ノ件』（昭和22年皇室令第12号）により、1947年5月2日限りで廃止となる。